# Авіаційний електропривід
Оскільки на сучасних літальних апаратах є велика кількість різноманітних виконавчих механізмів і агрегатів, то в якості джерел механічної енергії застосовуються гідравлічні, пневматичні та електричні приводи.  Найбільш універсальним з них вважається електричний привід завдяки високій надійності, простоті в експлуатації і можливості осамочинення.  По виду перетворення енергії розрізняють електродвигунний привід і електромагнітний. 
Електродвигунний привід широко застосовується у всіх видах обладнання ЛА ( злітно-посадкова механізація, паливні та гідравлічні насоси, агрегати запуску та управління авіадвигунів, агрегати в системі керування польотом, різні стулки, панелі і заслінки, вентилятори і нагнітачі, і багато іншого).  Електромагнітний привід застосовується при малих зусиллях і невеликих переміщеннях - гідравлічні, пневматичні та паливні крани, замки, а також в комутуючих пристроях бортової мережі - контакторах і реле.

## Електродвигунний привід

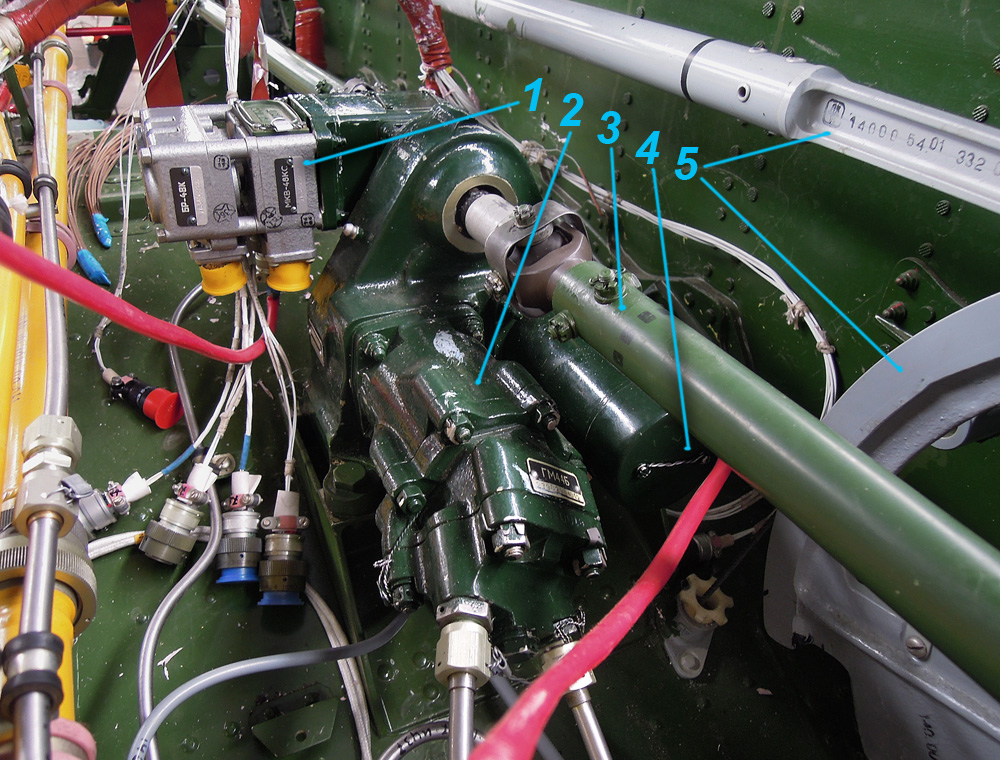
Комбінований привід механізації (закрилків) Ан-140 з гідродвигуном і електродвигуном постійного струму Д-90-140 (поз. 4) потужністю 140 Вт

В такому приводі найбільш широко застосовують електродвигуни постійного струму з напругою живлення 27 вольт. Застосовуються двигуни, як правило, з обмотками незалежного, паралельного, послідовного або змішаного збудження, рідко - з порушенням від постійних магнітів. Потужність застосовуваних електродвигунів може бути від одиниць вата до декількох кіловат. Малопотужні двигуни серії Д (Д-5В потужністю 5 Вт, Д-10АРУ потужністю 10 Вт, 17-ватний Д-12ТФ) застосовуються в складі електромеханізмів для приводу заслінок великого потоку (стисненого повітря для запуску двигунів і ВКВ , палива), де через довгий хід заслінки неможливо застосувати електромагніт. 

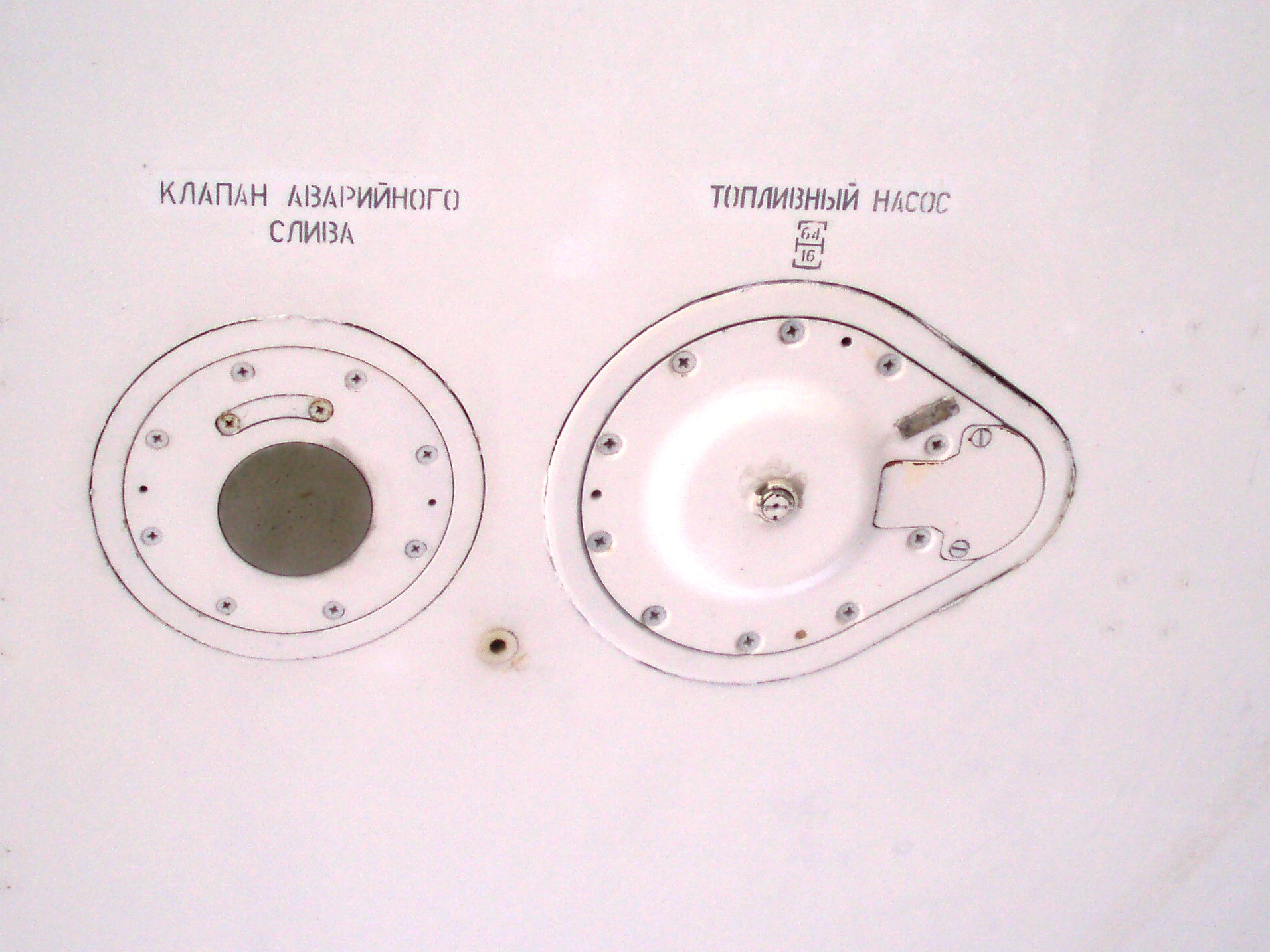
Паливний електричний насос в крилі літака (на фото видно тільки кришку насосу)

Потужні електродвигуни постійного струму застосовані, наприклад, в приводі закрилків Іл-18 , Ту-134 , Ту-95 і приводі основних опор шасі Ту-95 . Потужні електромеханізми МПШ, МПЗ, МУС (механізм приводу шасі, закрилків, установки стабілізатора) - двомоторні, кожен двигун з'єднаний із загальним редуктором через муфту зчеплення-гальмування (МСТ), що включає до редуктора тільки працюючий двигун - щоб при відмові одного двигуна він не обертався в холосту від працюючого, відбираючи енергію у привідного механізму. Потужність одного двигуна механізму МПШ-18МТ - 2600 ват, причому запускається двигун за досить складною схемою. Спочатку звичайним контактором вмикається обмотка паралельного збудження двигуна. Послідовно з нею увімкнена обмотка спеціального контактора КВШ-400 (контактор випуску шасі), яка намотана проводом великого перерізу і майже не чинить опору току. КВШ-400 включає обмотку послідовного збудження і якір двигуна, пускаючи його в хід. Така схема оберігає двигун від розносу - його пуск при обриві ланцюга паралельного збудження вимикається. Після пуску двигуна (при наявності напруги на його затискачах) реле РМШ-2М вмикає електромагнітну муфту, що вмикає двигун до редуктора. 

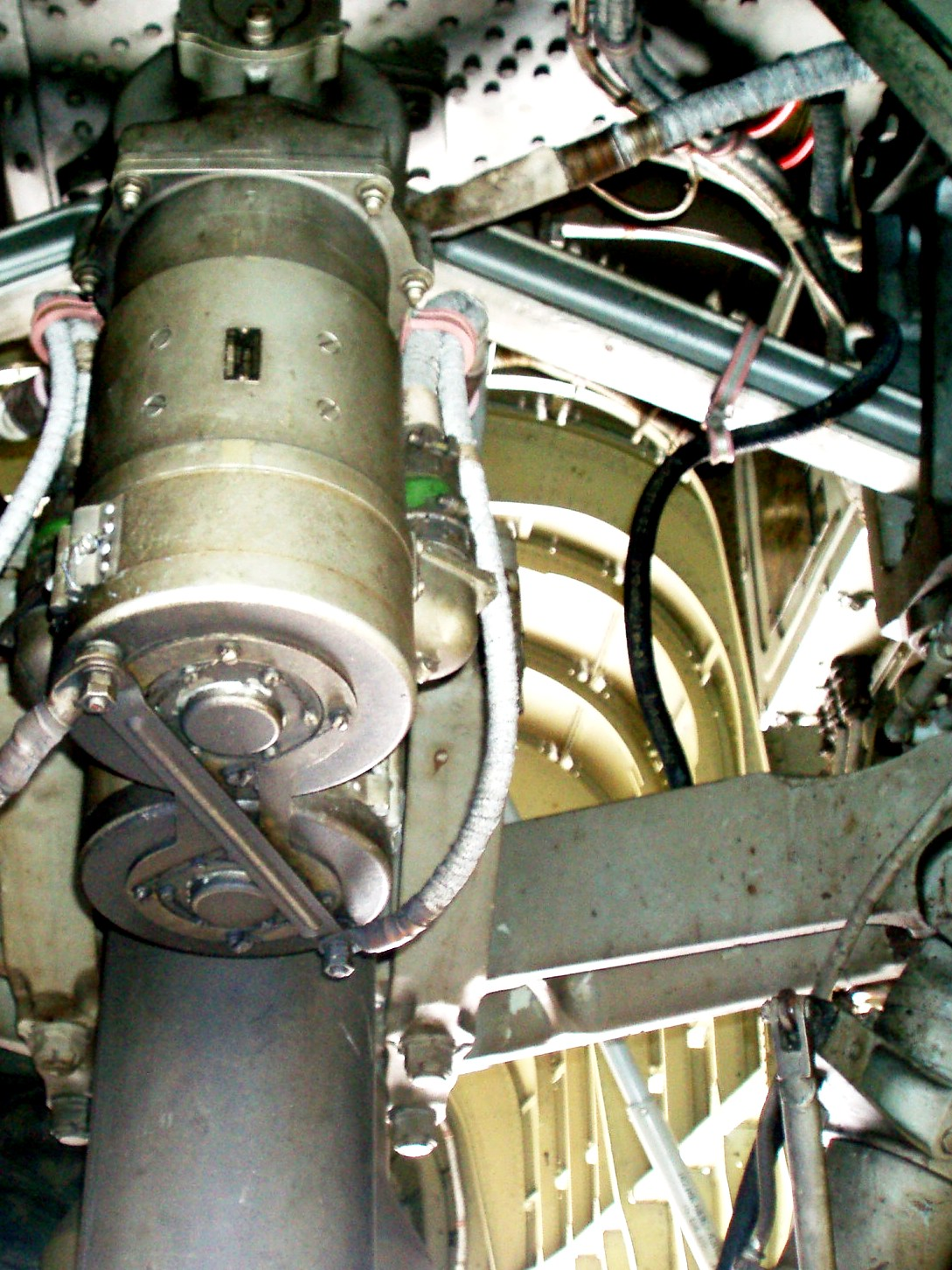
Двоканальний електромеханізм підйомника шасі МПШ-18МТ

Двигуни змінного струму використовуються в насосах, приводах механізації, в приводі гіроскопів і різних автоматичних системах, в приладному обладнанні ЛА. Найбільшого поширення в силовому електроприводі отримали трифазні асинхронні двигуни з короткозамкненим ротором, в переобраним - двофазні індукційні двигуни з порожнистим ротором. Частота 400 Гц бортової мережі ЛА дозволяє отримати необхідні обороти роторів гіроскопів - близько 24 тисяч об/хв . 

Для перетворення обертального руху застосовують різні гвинтові передачі, що знижують редуктори, муфти.  Всі авіаційні електродвигуни характеризуються великими частотами обертання (до десятків тисяч об/хв) з метою зниження маси. 